# PASSION (ラジオ番組)
PASSION（パッション）は、富山エフエム放送（FMとやま）で2020年4月1日から2022年9月29日まで毎週月曜から木曜の17:00 - 19:00に放送されていたラジオ番組。

## 概要
2020年3月31日をもって放送を終了したRADIO JAMと同じ放送枠で翌4月1日に放送開始。

## 放送時間
毎週月曜 - 木曜 17:00 - 19:00

## パーソナリティ
- CHIKO（月曜）
- 布上智子（火曜）
- 高橋知春（水曜）
- タナベマサキ（木曜）

コーナーレギュラー
- 山中千尋

## タイムテーブル
- 17:00 - オープニング
- 17:30 - とやま情報スクエア（富山県の広報番組。今井隆信が担当。）
- 17:35 - FMとやまニュース（富山新聞ニュース）・天気予報・交通情報
- 17:45 - トヨタモビリティ富山 山中千尋 いつだって T-TIME

2016年10月に実証実験としてスタートしたradikoタイムフリー配信に際しては、このコーナーを抜き取って聞けるように別番組扱い、スタートも17:45丁度からにするなどの配慮を行っている。なお2020年12月31日までは、合併前の「富山トヨタ自動車」が提供していたが、2021年1月1日に新会社合併に伴い上記に改題された
- 18:00 - 18時台オープニング
- 18:25 - FMとやまニュース（富山新聞ニュース）・天気予報
- 18:55 - エンディング